# Pițigaia (okręg Ardżesz)
Pițigaia – wieś w Rumunii, w okręgu Ardżesz, w gminie Stâlpeni. W 2011 roku liczyła 28 mieszkańców.